# Brillant

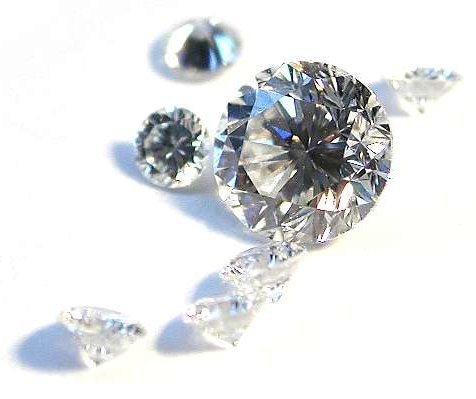
Diamanten im Brillantschliff

Ein Brillant (aus französisch brillant ‚glänzend‘, ‚strahlend‘) ist ein Diamant mit einem speziellen Schliff. Die Begriffe „Diamant“ und „Brillant“ werden aber oft fälschlich synonym gebraucht.
Der Schliff heißt Brillantschliff und wurde um 1910 entwickelt. Er zeichnet sich durch hohe Brillanz aus. Zusätzliche Angaben beim Brillanten wie „echt“ usw. sind nicht erlaubt, da sie irreführend sind. Zwar ist es möglich – und auch nicht unüblich –, andere Edelsteine oder Imitate im Brillantschliff zu verarbeiten, jedoch müssen diese dann eindeutig bezeichnet sein (z. B. „Zirkonia in Brillantschliff“).
Im Deutschen ist die weitverbreitete Falschschreibung Brilliant dem Englischen angeglichen. Das deutsche Wort stammt vom französischen brillant, zu lat. berillus, griech. bêrillos ‚Beryll‘ (vgl. auch Brille).

## Merkmale des Brillantschliffs
Merkmale des modernen Brillantschliffs (auch Vollbrillant genannt) sind ein Schliff mit kreisrunder Rundiste, mindestens 32 Facetten plus Tafel im Oberteil, mindestens 24 Facetten plus gegebenenfalls Kalette im Unterteil, also mindestens 57 Facetten. Er wurde um 1910 aus dem Altschliff des vorhergehenden Jahrhunderts entwickelt.
Es gibt heute unterschiedliche Varianten. Hier einige der vorherrschenden:
- Tolkowsky-Brillant, etabliert 1919 von Marcel Tolkowsky. Sehr gute Lichtausbeute. Gilt in den Vereinigten Staaten als Grundlage der Schliffgraduierung (= Bewertung, siehe auch Bewertung geschliffener Diamanten).
- Ideal-Brillant, etabliert 1926 von Johnson und Rösch. Im Gegensatz zu seinem Namen durchaus nicht ideal, da seine Proportionen zu unförmig wirken.
- Parker-Brillant, etabliert 1951. Mit einer guten Lichtausbeute, aber wegen eines recht flachen Oberteils mit geringer Farbaufspaltung (durch Dispersion), was zu einem mangelhaften Farbenspiel (Feuer) führt.
- Skandinavischer Standard-Brillant, etabliert 1968. Wie der Name vermuten lässt, ist er in Skandinavien die Grundlage zur Graduierung.
- Feinschliff der Praxis, etabliert 1938 von Eppler und Klüppelberg. Dieser auf einer großen Anzahl von Proportionsmessungen basierende Schliff ist in Deutschland Grundlage der Graduierung.

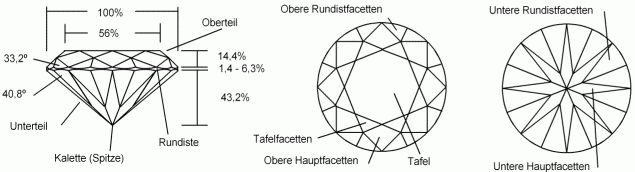
Feinschliff nach Eppler & Klüppelberg

## Brillantschliff und Gewicht (Karat)
Aufgrund der weitgehend feststehenden Proportionen beim Brillanten ist es möglich, anhand des Durchmessers das ungefähre Gewicht zu ermitteln.
| Durchmesser | Karat    |         | Durchmesser | Karat |
| ----------- | -------- | ------- | ----------- | ----- |
| 1,1 mm      | 0,005 ct | 06,5 mm | 01,0 ct     |       |
| 1,4 mm      | 0,010 ct | 07,4 mm | 01,5 ct     |       |
| 2,0 mm      | 0,030 ct | 08,2 mm | 02,0 ct     |       |
| 3,0 mm      | 0,100 ct | 09,3 mm | 03,0 ct     |       |
| 4,1 mm      | 0,250 ct | 10,3 mm | 04,0 ct     |       |
| 5,1 mm      | 0,500 ct | 11,1 mm | 05,0 ct     |       |
| 5,9 mm      | 0,750 ct | 13,9 mm | 10,0 ct     |       |

Formel:
{\displaystyle \mathrm {Gewicht\,in\,Karat\;=\;(Durchmesser\,in\,mm)^{3}\times 0{},0037} }

## Entwicklung des Brillantschliffs

Historische Schliffe

Der Diamant findet bereits seit mindestens 2000 Jahren als Schmuckstein Verwendung, doch eine gezielte Bearbeitung setzte erst im 14. Jahrhundert ein. Zunächst aber wurden hier nur zur Erhöhung des optischen Effektes die natürlichen Kristallflächen poliert. Dieser – noch weitgehend in seiner natürlichen Form belassene – erste Diamantschliff wurde, seiner Charakteristik entsprechend, Spitzstein genannt. Durch Abspalten oder Abschleifen der Oktaederspitze erzeugte man bald eine zusätzliche große Fläche auf der Oberseite (Tafel) und eine kleine auf der Unterseite (Kalette oder Rippe), was zum Dickstein oder Tafelstein führte.
Ab Ende des 15. Jahrhunderts legte man, dank der Entwicklung der Schleifscheibe, immer mehr zusätzliche Facetten an. Um 1650 wurde – der Überlieferung nach auf Anregung des französischen Kardinals Mazarin – erstmals ein Stein mit 34 Flächen (32 Facetten plus Tafel und Kalette) sowie gerundetem, wenn auch noch nicht kreisrundem, Grundriss (Rundiste) entwickelt. Diese Zweifaches Gut oder auch Mazarin-Schliff genannte Form erhielt Ende des 17. Jahrhunderts durch den venezianischen Edelsteinschleifer Peruzzi ihre Steigerung im Dreifachen Gut oder Peruzzi-Schliff. Dieser wies bereits alle Facetten und auch ähnliche Proportionen des späteren Brillant-Schliffes auf. Aber auch beim Altschliff, dem unmittelbaren Vorläufer des modernen Brillanten, ist der kreisrunde Körper noch nicht konsequent umgesetzt. Dies geschah erst zu Beginn des 20. Jahrhunderts.
Da der Diamant, gerade in einer schmuckwürdigen Qualität, ein sehr teurer, weil seltener und unter großem Aufwand zu gewinnender Rohstoff ist, war und ist man natürlich stets bestrebt, beim Schleifen möglichst effizient zu arbeiten. Dies bedeutet, dass man versucht, unter möglichst geringem Materialverlust einen möglichst großen optischen – und somit wertsteigernden – Effekt zu erzielen.

## Weitere Edelsteine in Brillantschliff
In den 1970er Jahren sorgten die Zirkonia-Brillanten (synthetischer Fianit, ZKS) für Aufsehen, die eine gute Imitation des Diamant-Brillanten darstellen. Sie sind durch ihre geringe Wärmeleitfähigkeit einfach zu unterscheiden.
Auch der Moissanit, nach dem Diamanten das härteste bekannte natürlich vorkommende Mineral, wird im Brillantschliff gearbeitet, seine Kristallstruktur erlaubt dies. Er hat dann noch mehr Brillanz als der Diamant-Brillant, weil sein Brechungsindex deutlich höher liegt. Eine Unterscheidung zu Diamanten ist in gefasster Form aber schwierig. Der Preis für Moissanite ist niedrig, und sie werden seit 1979 synthetisch hergestellt (C3 Inc., North Carolina) und sind seit 1998 auf dem Markt zu finden, meist als kleine Ware.

## Verfahren
Das Verfahren vom rohen Material bis zum fertigen Schliff durchläuft fünf Phasen:
1. Spalten und Sägen: Dabei wird eine Kerbe in Richtung der Spaltebene des Steins geschnitten, um ihn zu zerteilen. Bei diesem Schritt ist das Ziel die Einschlüsse aufzuarbeiten. Der Rohdiamant wird in mehrere Stücke geteilt und in eine zum Schleifen geeignete Vorform gebracht.
2. Reiben: Beim Reiben wird der Stein maschinell in eine gerundete Form gebracht, die das anschließende Schleifen vereinfacht.
3. Schleifen/Facettieren: Die Facetten werden manuell, aber zunehmend computerunterstützt konzipiert. Gegebenenfalls vorhandene Einschlüsse werden berücksichtigt, um einen Brillanten mit maximalen Abmessungen aus einem Rohdiamanten herauszuarbeiten.
4. Polieren: Beim Polieren als letzten Arbeitsschritt wird jede Facette individuell geglättet. Erst durch die Politur erhält der Stein die höchstmögliche Brillanz.
5. Inspektion: Die Prüfung des fertigen Diamant übernehmen Diamantspezialisten, um sicherzustellen, dass nur Diamanten in den Verkauf gelangen, die die Standardqualitätserwartung erfüllen.

## Handel
Diamanten werden durch professionelle Händler an speziellen Börsen gehandelt, dabei ist der Brillant der bedeutendste Schliff. Die Preise für einzelne Steine unterscheiden sich teils gravierend. Es werden jährlich mehrseitige Tabellen wie der Rapaport Diamond Record an Händler herausgegeben, damit diese den Preis eines Steines einschätzen können. Der Preis pro Karat hängt von der Größenkategorie des Diamanten ab, ein einzelner großer Diamant hat einen höheren Preis als mehrere kleine Diamanten, die genauso viel wiegen. Bei den vier Cs spielen die Farbe und die Reinheit (das Fehlen von Einschlüssen) eine besondere Rolle. Erstere Einteilung wird anhand von Vergleichssteinen durch das Auge, letztere mithilfe einer Lupe oder eines Mikroskops vorgenommen. Ein 1 Karat schwerer Brillant der besten Farb- und Reinheitskategorie D-IF kostete beispielsweise im Jahre 2012 etwa 28.000 Euro, ein gleich schwerer Stein der Kategorie M-I3 1.100 Euro. Ein fehlerhafter Schliff kann den Preis ebenfalls vermindern. In den meisten Ländern werden nur zertifizierte Steine gehandelt, um den Handel mit Blutdiamanten einzudämmen.